# Кот в мешке (фильм, 1978)
«Кот в мешке» — советский художественный фильм-комедия.

## Сюжет
Под видом «студенческого стройотряда аспирантов» в колхоз прибывает бригада «шабашников», рассчитывающих получить по тысяче рублей за строительство не предусмотренного сметой «фонтанария». Однако, под прицелом местного фотокорреспондента и пристальным вниманием колхозников, учащийся вечерней школы Руслан Русланыч, пьяница Тюлькин, осветитель в театре Савчук и скрывающийся от алиментов Панин, чтобы не выдать себя, вынуждены добросовестно трудиться и перевоспитываться.

## Песни в фильме
В фильме звучат популярные советские песни 1970-х годов:
- ВИА «Весёлые ребята» — «Как прекрасен этот мир».
- «За туманом» («А я еду за туманом», Юрий Кукин) в различном исполнении, включая исполнение Олега Анофриева.
- Эдита Пьеха — «Это здорово».
- В исполнении фельдшера Алевтины Петровны звучит песня на стихи М. Цветаевой «Мне нравится, что Вы больны не мной…» из популярного фильма «Ирония судьбы, или с лёгким паром» (1975)
- Алла Пугачёва — «Всё могут короли»
- ВИА «Лейся, песня» — «Прощай».

## Крылатые фразы
«— А где народ?
— Народ в поле».

## В ролях
| Актёр                | Роль                                                             |
| -------------------- | ---------------------------------------------------------------- |
| Борислав Брондуков   | Тюлькин, выпивоха                                                |
| Станислав Садальский | Руслан Русланыч, многодетный отец                                |
| Виктор Ильичёв       | Вадим Николаевич Савчук, осветитель в театре, но режиссёр в душе |
| Олег Анофриев        | Виктор Николаевич Панин, злостный алиментщик                     |
| Татьяна Новицкая     | Алевтина Петровна, деревенский фельдшер                          |
| Илья Тереховский     | Мишка, сын Лыкиной                                               |
| Серёжа Клоков        | Гришка, сын Лыкиной                                              |
| Андрей Петров        | председатель колхоза                                             |
| Рудольф Рудин        | Гаврила Эдуардович, режиссёр театра                              |
| Муза Крепкогорская   | Роза, помощник режиссёра                                         |
| Людмила Иванова      | Лыкина                                                           |
| Светлана Харитонова  | Громова, фотокорреспондент                                       |
| Иван Рыжов           | Тимофей Петрович Петров (дед Тимоня)                             |
| Мария Скворцова      | баба Лена                                                        |
| Галина Соколова      | Гуськова                                                         |
| Татьяна Ронами       | подруга Алевтины                                                 |
| Александр Пашутин    | завклубом                                                        |
| Виктор Маркин        | киоскёр                                                          |
| Анна Фроловцева      | киоскёрша                                                        |
| Александр Лебедев    | колхозник                                                        |
| Евгения Мельникова   | врач                                                             |
| Клавдия Хабарова     | начальница Тюлькина                                              |
| Олег Лавров          | Эпизод                                                           |
| Нина Белобородова    | колхозница                                                       |
| Валентина Ушакова    | колхозница                                                       |

## Съёмочная группа
- Авторы сценария: Александр Бородянский, Георгий Щукин
- Режиссёр — Георгий Щукин
- Оператор — Георгий Куприянов
- Художник — Василий Щербак
- Фильм снимали в Дмитрове и Кимрах